# ダンカン・マッケンジー
ダンカン・マッケンジー（Duncan Mckenzie, 1950年10月10日 - ）はイングランド出身の元サッカー選手。ポジションはフォワード。1970年代のイングランドを中心にノッティンガム・フォレストやリーズなどで活躍した。キャリア晩年には北米サッカーリーグや香港のチームでもプレーした。

## 略歴
ノッティンガム・フォレストでデビューしたマッケンジーは、デビューからまもなく、トップチームにゴールキーパーの怪我人が相次いだことから緊急に獲得したデイブ・ホーリンズの代わりにマンスフィールドタウンFCにレンタル移籍させられた。
なかなかトップチームに定着出来なかったマッケンジーだが、1973-74シーズンを迎えると、パフォーマンスが上昇し、シーズンで26得点を挙げる活躍を見せた。しかし、当時のノッティンガム・フォレストは2部リーグに所属していたため、マッケンジーのパフォーマンスが注目を浴びることはなかったが、チームはFAカップでは準々決勝まで進出する快進撃を見せた。この快進撃においてマッケンジーは、1974年1月27日に行われたマンチェスター・シティーとの4回戦でハットトリックを達成し、2部のチームが1部のチームを破る、ジャイアントキリングに大きく貢献した。しかし、マッケンジーはノッティンガム・フォレストでの所属中において、こういったパフォーマンスをコンスタントに引き出すことは出来なかった。
その後、リーズに移籍したマッケンジーは、クラブが黄金期を迎えていたこともあって、マッケンジー自身のパフォーマンスもかなり向上した。しかし、マッケンジーが初めてメディアに取り上げられたのは彼のプレーではなく、ゴルフボールをピッチの端から端まで投げることが出来るという強肩であった。とはいえ一度取り上げられたこともあって、マッケンジーの繊細なドリブル技術にも人々の注意は向くこととなった。1975-76シーズンには、アラン・クラークとの抜群のコンビネーションで、39試合で16得点を挙げる活躍を見せた。
マッケンジーはボールを扱う技術においては一級品であったが、試合中にフラストレーションを貯めやすく、興奮しがちなので大きな試合においてはしばしば控えに回ることも多かった。そのため代表チームに招集されることもなく、リーズ退団後は安住の地を見つけることは出来ず、様々なチームを転々とすることになる。最終的にイングランドを出て、ベルギーやアメリカでプレーした後に香港でプレーしたのを最後に現役を退いた。

## 引退後
引退後はコラムニストなどとして、活動している。